# Станишівська сільська рада (Таращанський район)
| Станишівська сільська рада — колишній орган місцевого самоврядування у Таращанському районі Київської області з адміністративним центром у с. Станишівка. Сільській раді підпорядковані населені пункти: - с. Станишівка - с. Мала Березянка |

## Склад ради
Рада складається з 15 депутатів та голови.

### Керівний склад ради
| ПІБ                      | Основні відомості                                                                  | Дата обрання | Дата звільнення |
| ------------------------ | ---------------------------------------------------------------------------------- | ------------ | --------------- |
| Медведчук Петро Іванович | Сільський голова, 1964 року народження, освіта, член Соціалістичної партії України | 26.03.2006   | 31.10.2010      |
| Медведчук Петро Іванович | Сільський голова, 1964 року народження, освіта вища, член Партії регіонів          | 31.10.2010   |                 |
| Муха Марія Іванівна      |                                                                                    |              |                 |

Примітка: таблиця складена за даними джерела